# Panzeria borealis
Panzeria borealis là một loài ruồi trong họ Tachinidae.